# Henryk Koniuszewski
Henryk Koniuszewski (ur. 21 października 1918, zm. 12 września 1939 w Miękiszu Starym) – kapral strzelec radiotelegrafista Wojska Polskiego.

## Życiorys
Ukończył Szkołę Podoficerów Lotnictwa dla Małoletnich w Bydgoszczy, a następnie otrzymał przydział do stacjonującego w Warszawie 1 pułku lotniczego. Uczestniczył w kampanii wrześniowej jako strzelec pokładowy w 211 Eskadrze Bombowej. 
12 września 1939 wchodził w skład załogi złożonej z porucznika obserwatora Franciszka Kupidłowskiego, podporucznika pilota Stanisława Sierpińskiego oraz kaprala strzelca radiotelegrafistę Klemensa Mazura. Wystartowali na samolocie PZL P-37B Łoś z lotniska Gnojno-Owadno na lot bojowy, aby zbombardować hitlerowską kolumnę pancerną, która znajdowała się na szosie z Radymna do Jaworowa. Podczas powrotu samolot został zaatakowany przez niemieckie myśliwce Messerschmitt Me-109 i trafiony płonąc spadł na pola wsi Miękisz Stary, cała załoga poległa. Henryk Koniuszewski został pośmiertnie odznaczony Krzyżem Walecznych.